# Bibliotheek van Lodewijk van Gruuthuse
De Bibliotheek van Lodewijk van Gruuthuse was een van de rijkste verzamelingen handschriften die in de 15e eeuw in Brugge en in de Bourgondische Nederlanden tot stand kwam.

## Een rijke verzameling
Lodewijk van Brugge, heer van Gruuthuse, (1422-1492) was een van de voornaamste raadgevers en hovelingen bij achtereenvolgens Filips de Goede, Karel de Stoute en Maria van Bourgondië. Op het einde van zijn leven viel hij in ongenade bij Maximiliaan van Oostenrijk. Door het gedurende verschillende generaties aan de familie verleende alleenrecht tot het heffen van taksen op de gruut (grondstof voor bier) was Gruuthuse aanzienlijk gefortuneerd.
Naast de hertogen zelf, was hij een van de belangrijkste verzamelaars van rijkelijk versierde handschriften. Hij vond hierin medebelangstellenden (soms concurrenten) in abt Rafaël de Mercatellis, hertog Anton van Bourgondië ('de Grote Bastaard') en Filips van Kleef, heer van Ravenstein.
Lodewijk erfde waarschijnlijk boeken van zijn ouders, maar hij kocht ook oudere werken aan. Het ging om juridische werken in het Latijn, hoofse romans in hun 13de-eeuwse versie, waaronder verhalen van de Graal, van Lancelot en van koning Arthur. Daarnaast uiteraard ook religieuze werken. Vooral ook geschiedkundige werken.
De bibliotheek werd echter vooral belangrijk door de boeken in handschrift die Gruuthuse bij de Brugse scriptoria bestelde of die hij elders in Europa kocht. Hier ging zijn belangstelling in de eerste plaats weer naar de geschiedenis en vervolgens naar religieuze werken. Ook voor ridderromans had hij een voorliefde. Wat vooral belangrijk was hierbij, was de illustraties die werden aangebracht. De ateliers in Brugge waren specialisten in het produceren van rijke miniaturen, die in de meeste gevallen ook werden versierd met het wapenschild en de wapenspreuk 'Plus est en vous' van Gruuthuse. Een aantal van die werken behoorde tot de topgamma van de luxeproducten in hun tijd. Een merkwaardig boek was Le livre des tournois, met een tekst van koning René van Anjou, opgeluisterd door prachtige tekeningen die herinnerden aan toernooien in Brugge gehouden.
Gruuthuse was daarnaast ook geïnteresseerd in de opkomende drukkunst. Hij had hierover contacten met William Caxton en Colard Mansion.

## De latere geschiedenis
Na de dood van Lodewijk kwam de bibliotheek in handen van zijn zoon Jan V van Brugge, die zich in dienst had gesteld van koning Lodewijk XII van Frankrijk. Op niet nader bekende manier en tijdstip werd deze koning de eigenaar van een groot deel van de verzameling, om te beginnen van de meest waardevolle exemplaren. De verzameling bleef in het bezit van de Franse kroon en werd na de Franse Revolutie ondergebracht in de Bibliothèque Nationale, waar ze zich nog steeds bevindt en regelmatig aan geleerde studies wordt onderworpen. Ze bestaat in totaal uit ongeveer 120 werken van uiteenlopende inhoud en rijkdom van opmaak.
Het beroemde Gruuthuse-handschrift kwam, langs onbekende wegen, in het bezit van de familie van Caloen op het kasteel Ten Berge in Koolkerke bij Brugge en werd in 2007 eigendom van de Koninklijke Bibliotheek in Den Haag. Vier andere handschriften uit de Gruuthusebibliotheek, kwamen terecht bij de Koninklijke Bibliotheek in Brussel en één bij een verzamelaar in Kortrijk.
Vijf handschriften kwamen terecht in Franse bibliotheken: drie in Parijs (Bibliothèque Mazarine, Bibliothèque Sainte-Geneviève en École des Beaux-Arts), één in Rennes en één in Besançon.
Tien handschriften vonden nog een verder gelegen bewaarplek: één in de Staatsbibliotheek in Berlijn, vijf in Engeland, één in Italië, twee in Zwitserland en twee in de Verenigde Staten (Cambridge, Massachusetts)